# Ercheia tenebrosa
Ercheia tenebrosa är en fjärilsart som beskrevs av Moore 1867. Ercheia tenebrosa ingår i släktet Ercheia och familjen nattflyn. Inga underarter finns listade i Catalogue of Life.